# Klášter trinitářů (Zašová)

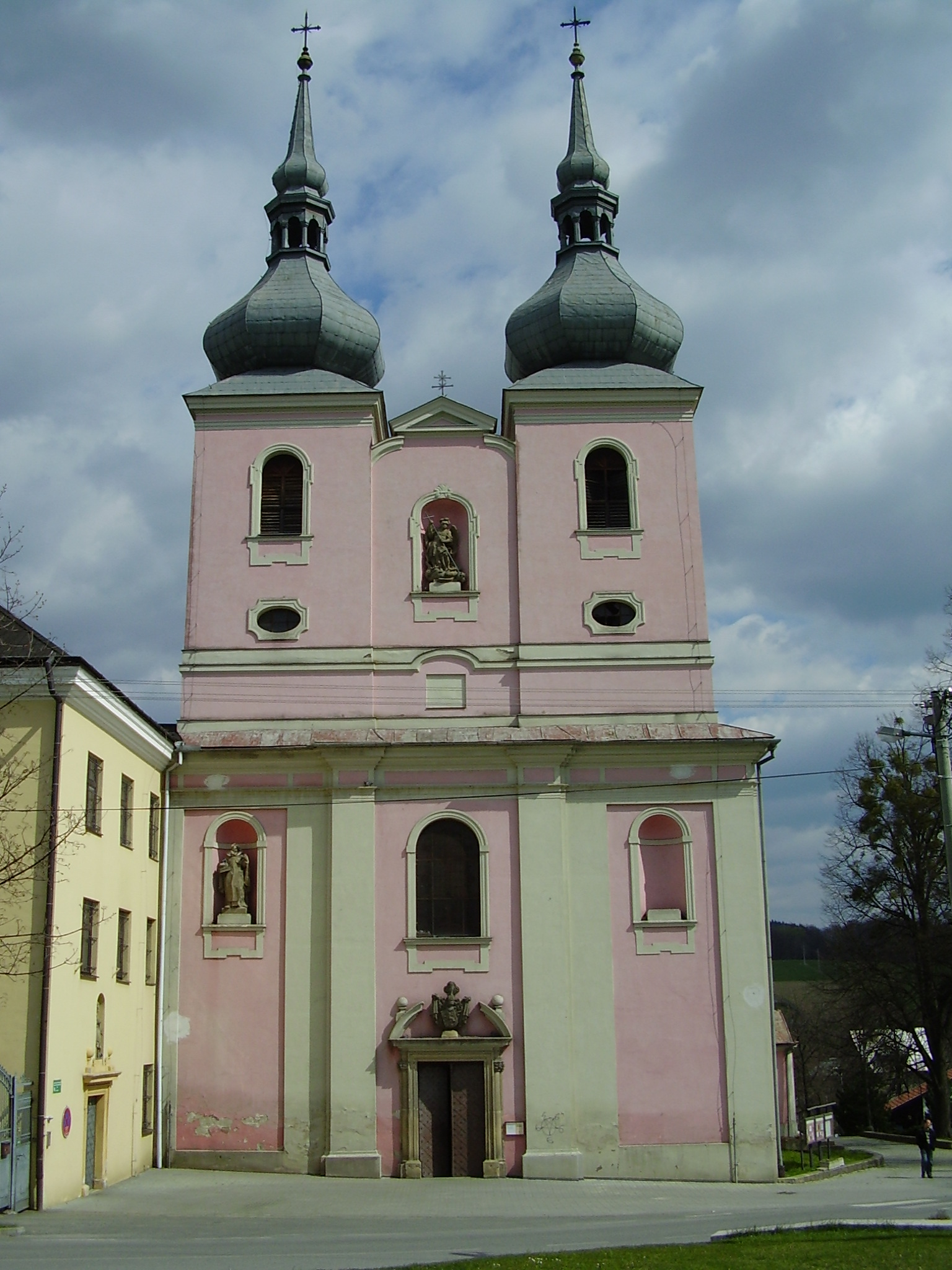
Kostel v Zašové (před opravou fasády), vlevo část budovy kláštera.

Bývalý klášter trinitářů v Zašové je komplex budov situovaných vedle Kostela Navštívení Panny Marie ve střední části obce. Stavba kláštera byla zahájena v roce 1725 a svému původnímu účelu sloužil až do roku 1783. Poté byla v areálu například výrobna gobelínů, sirotčinec nebo domov důchodců. Od roku 1985 sídlil v areálu Ústav sociální péče pro mentálně postiženou mládež, který byl v roce 2016 zrušen. Současným majitelem je obec Zašová.

## Založení kláštera
Při stavbě nového kostela, který měl nahradit již nedostačující dřevěný kostel sv. Anny, vyvstala potřeba jeho duchovní správy. Tu nakonec svěřil František Ludvík z Žerotína řádu trinitářů. V zakládací listině z 22. října 1722 souhlasí Žerotín se stavbou kláštera a předáním rozestavěného kostela a pozemků. Po schválení císařem Karlem VI 24. listopadu 1724 začala samotné stavba položením základního kamene 4. října 1725. V roce 1728 bylo hotovo východní křídlo, do kterého se mniši přestěhovali, stavba dalších části pokračovala. Trinitáři v Zašové a okolí působili až do zrušení kláštera v důsledku josefínských reforem roku 1783, většina mnichů ho však opustila až v létě následujícího roku, až na 3, kteří byli pověřeni prozatímní správou farnosti.

## Po zrušení kláštera
Po zrušení kláštera byla jeho část vyčleněna pro faru. Současně vznikly v bývalých spádových obcích samostatné fary. Zbytek budov a pozemků byl určen k prodeji. Ten se povedl až v roce 1794, areál pak změnil majitele ještě několikrát, byla v něm například bělírna plátna. Od roku 1989 do roku 1908 umístil do části areálu svou dílnu na výrobu gobelínů Rudolf Schlattauer. Byl zde také zřízen Spolkem sv. Josefa sirotčinec a pro potřeby sirotků postavena v letech 1911-1913 školní budova.

Areál byl poškozen 1. června 1871 požárem a v roce 1929 silnou bouří.

Budovy byly spolu s kostelem elektrifikovány v roce 1930.

## Využití po zrušení ústavu
Po zrušení Ústavu sociální péče pro mentálně postiženou mládež v roce 2016 připadl areál obci. V současné době probíhá rekonstrukce areálu. Na rekonstrukci se podílí i v roce 2017 založený spolek Matice Zašovská, která pořádá mimo jiné i prohlídky kláštera. V areálu vznikl rekonstrukcí budovy staré školy Komunitní dům seniorů, poskytující bydlení uzpůsobené pro seniory.